# Język keczua
Język keczua, kiczua (runa simi – „język ludzi”; hiszp. quechua) – język z rodziny keczua, którym posługują się Indianie Keczua. Był językiem urzędowym imperium inkaskiego aż do jego upadku, a po konkwiście do jego rozpowszechnienia przyczynili się misjonarze, przyjmując go za oficjalny język ewangelizacji (język misyjny). Obecnie językiem keczua posługuje się ok. 11 mln osób, głównie w Andach, od Argentyny, przez Ekwador po Kolumbię, a w Peru oraz Boliwii jest jednym z języków urzędowych (obok hiszpańskiego). Z języka keczua wywodzą się takie polskie wyrazy, jak inka, lama, puma, kauczuk, kondor czy guano.

## Dialekty
Keczua jest językiem silnie zróżnicowanym dialektalnie. Wyróżnia się 44 odmiany, często wzajemnie niezrozumiałe, wobec czego niektórzy badacze mówią raczej o rodzinie języków keczuańskich, bądź o tzw. makrojęzyku keczua. Największym prestiżem cieszy się odmiana z Cuzco, używana również jako lingua franca na terenach od jeziora Titicaca do Ayacucho .

## Alfabet
Do zapisu keczua stosuje się alfabet łaciński. Alfabet keczua składa się z następujących znaków: a, ch, chh, ch', h, i, k, kh, k', l, ll, m, n, ñ, p, ph, p', q, qh, q', r, s, t, th, t', u, w, y.

## Fonetyka

### Spółgłoski
|                    | wargowe | dziąsłowe | zadziąsłowe | podniebienne | miękko -podniebienne | języczkowe | krtaniowe |
| zwarte             | p       | t         | tʃ          |              | k                    | q          |           |
| zwarte przydechowe | pʰ      | tʰ        | tʃʰ         |              | kʰ                   | qʰ         |           |
| ejektywne          | pʼ      | tʼ        | tʃʼ         |              | kʼ                   | qʼ         |           |
| szczelinowe        |         | s         |             |              |                      |            | h         |
| nosowe             | m       | n         |             | ɲ            |                      |            |           |
| boczne             |         | l         |             | ʎ            |                      |            |           |
| uderzeniowe        |         | ɾ         |             |              |                      |            |           |
| półotwarte         |         |           |             | j            | w                    |            |           |

### Samogłoski
Język keczua ma trzy samogłoski: /a/, /i/, /u/. Po spółgłosce języczkowej /i/ i /u/ brzmią jak [e] i [o]. Akcent zawsze pada na przedostatnią sylabę wyrazu. Nie ma tonów ani iloczasu.

## Gramatyka
Keczua jest bardzo regularnym językiem aglutynacyjnym. Typowy szyk wyrazów w zdaniu to SOV. Szczególną cechą gramatyczną jest dwuosobowa odmiana czasownika (zgodność czasownika z podmiotem i jednocześnie z dopełnieniem). Język keczua także gramatycznie oddaje przekonanie nadawcy o prawdziwości stwierdzenia (ang. evidentiality). Osobne przyrostki gramatyczne wskazują, kto odniesie korzyść z danej akcji i stosunek nadawcy na temat akcji.
Poszczególne sufiksy są „przylepiane” (łac. agglutinare) do wyrazu, precyzując w ten sposób znaczenie. Przykład:
- wasi – dom
- wasi-yki – twój dom
- wasiyki-kuna – twoje domy
- wasiykikuna-manta – z twoich domów

### Rzeczownik
Rzeczowniki są nieodmienne, funkcje gramatyczne zaznaczane są przez szereg dodawanych doń przyrostków:
- llaqta – miasto
- llaqtata – do miasta
- llaqtamanta – z miasta
- llaqtapi – w mieście
- llaqtakama – aż do miasta

### Przymiotnik
Przymiotniki są nieodmienne
- hatun wasi – duży dom
- hatun wasikuna – duże domy

### Czasownik
Czasowniki odmieniają się przez osoby, czasy i tryby za pomocą licznych specjalnych przyrostków, które bliżej charakteryzują określany wyraz – mają znaczenie np. wątpiące, potwierdzające itd. Nie ma czasowników nieregularnych.
Przykład odmiany czasownika rimay (mówić) w czasie teraźniejszym:
- noqa rima-ni – mówię
- qan rima-nki – mówisz
- pay rima-n – on/ona mówi
- noqayku rima-yku – mówimy (tzw. my ekskluzywne, nieobejmujące rozmówcy)
- noqanchis rima-nchis – mówimy (my inkluzywne, obejmujące także rozmówców)
- qanhuna rima-nkichis – mówicie
- paykuna rima-nku – mówią

Czas przeszły tworzy się poprzez dodanie -ra- pomiędzy temat a końcówką: rima-ra-ni, rima-ra-nki itd.
Przeczenie tworzy się za pomocą podwójnej partykuły mana … chu np. mana riman-chu (on nie mówi).

### Inne często używane sufiksy
- -chi- – znaczenie kauzatywne, np. qhaway – patrzeć, qhawa-chi-y – pokazać;
- -yoq – „z” np. lichi-yoq – z mlekiem
- -cha – zdrobnienie np. wasi-cha – domek
- -lla – „tylko” np. noqa-lla – tylko ja

## Słownictwo
Zasób leksykalny języka keczua opiera się na słownictwie lokalnym, choć istnieje również pewna liczba zapożyczeń z języka hiszpańskiego np. sirwisa – piwo, mediko – lekarz, turu – byk itd. Większość użytkowników jest dwujęzyczna, i również w peruwiańskiej odmianie języka hiszpańskiego istnieje wiele słów przejętych z keczua, np. papa  ziemniaki.